# Siodło za Babką
Siodło za Babką (ok. 1640 m) – przełączka w Mnichowej Grani opadającej do Doliny Małej Łąki w polskich Tatrach Zachodnich. Znajduje się pomiędzy czubkiem Mnichowej Galerii (ok. 1670 m) a Babką. Na północ, do Żlebu Poszukiwaczy Jaskiń opada stromą ścianą, natomiast na południowy zachód, do Niżniej Świstówki opada z niej depresja, która najbardziej stroma jest w swojej górnej i dolnej części, w środkowej porasta ja kosodrzewina. Depresją tą z Niżniej Świstówki przez Siodło za Babką prowadzi jedna z dróg wspinaczkowych (trudności miejscami: IV stopień skali UIAA). Pierwsze przejście: Jan Muskat i Jan Romero 3 stycznia 1994. Obecnie wspinaczka tutaj jest zabroniona (obszar ochrony ścisłej Wantule, Wyżnia Mała Łąka).